# 18636 Вільдепомпей
18636 Вільдепомпей (18636 Villedepompey) — астероїд головного поясу, відкритий 2 березня 1998 року.
Тіссеранів параметр щодо Юпітера — 3,280.